# Buttle kyrka
Buttle kyrka är en kyrkobyggnad i Buttle socken på Gotland. Fram till 1 januari 2006 tillhörde kyrkan Buttle församling som sedan slogs samman med Vänge församling.

## Kyrkobyggnaden
Kyrkan är byggd av putsad kalksten och består av ett långhus med ett avlångt rakt avslutat kor i öster. Norr om koret finns en vidbyggd sakristia. Vid långhusets västra kortsida finns ett torn av samma bredd som långhuset. Tornet har kolonettförsedda ljudgluggar och en tornspira av trä. Kyrkan har två ingångar i söder, till långhuset och till koret, och en i väster i tornet. Samtliga ingångar är försedda med perspektiviska omfattningar av huggen kalksten.

### Tillkomst och ombyggnader
Äldsta delarna är långhuset och västra delen av koret, som uppfördes under senare hälften av 1100-talet. Ursprungliga romanska kyrkan fullbordades vid början av 1200-talet då tornet uppfördes. Under 1300-talet revs den ursprungliga absiden, vars grundmurar återfunnits under korgolvet, varvid koret förlängdes åt öster och avslutades av det ännu bevarade masverksprydda östfönstret. Samtidigt uppfördes sakristian. Åren 1882-1883 togs nya stora fönster upp. Kyrkan restaurerades genomgripande 1956-1957 under ledning av arkitekt Olle Karth.

### Interiör
Kyrkorummets långhus har ett tredingstak av trä, medan koret täcks av ett murat tunnvalv. Ringkammaren har ett murat valv. Inredningens rika bemålning är från 1700-talet. Väggarnas medeltida kalkmålningar härrör till stor del från 1400-talet och är sannolikt utförda av "Passisonsmästaren" eller hans verkstad. Bänkinredningen har huvudsakligen tillkommit på 1700-talet. Altarskåpet från 1400-talet och triumfkrucifixet från 1100-talet har bägge väl bevarad ursprunglig polykromi.

## Inventarier
- Dopfunten tillverkades vid mitten av 1200-talet. Cuppan vilar på ett skaft med tre skulpterade huvuden, ett odjurshuvud och två människohuvuden.
- Altarskåpet från 1400-talet står kvar på sin plats på högaltaret.
- Triumfkrucifixet från slutet av 1100-talet är en av Gotlands äldsta träskulpturer. Förmodligen är det skuret av en inhemsk verkstad men är influerat av tysk träsnidarkonst.
- Predikstolen är från början av 1700-talet. Dess figurmålningar är utförda 1780 av Johan Weller. Tillhörande ljudtak är genom en inskrift daterat till 1662.

### Orgel
- Orgeln byggdes 1883 av Åkerman & Lund Orgelbyggeri i Stockholm. 1968 byggdes den om av Andreas Thulesius i Klintehamn. Orgeln är mekanisk.

| Manual        | Pedal      | Koppel  |
| Borduna 8’    | Subbas 16' | Man/Ped |
| Flöjt 4’      |            |         |
| Principal 2’  |            |         |
| Kvinta 1 1⁄3’ |            |         |

## Bilder

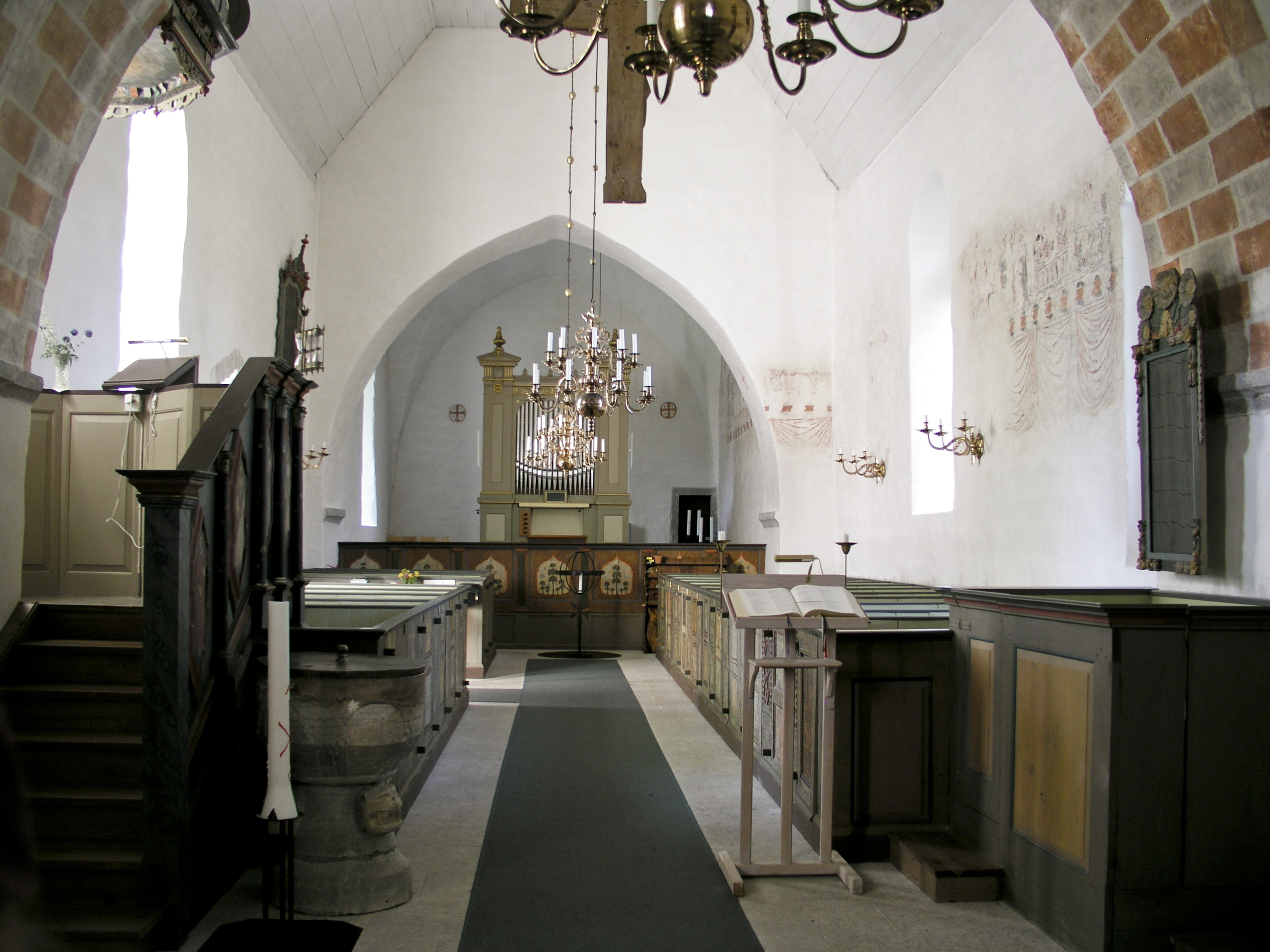
Kyrkorummet i riktning mot väster
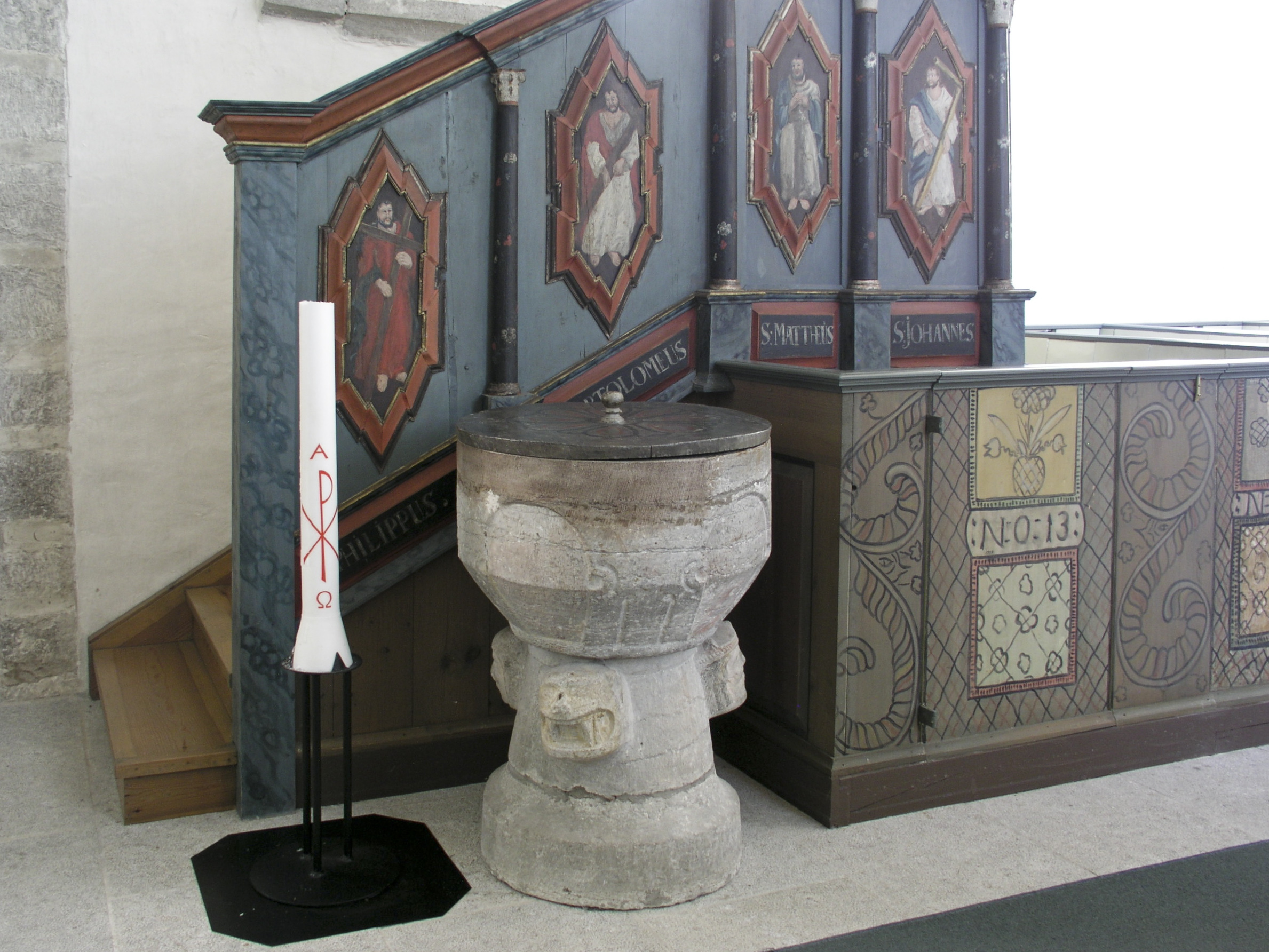
Dopfunten
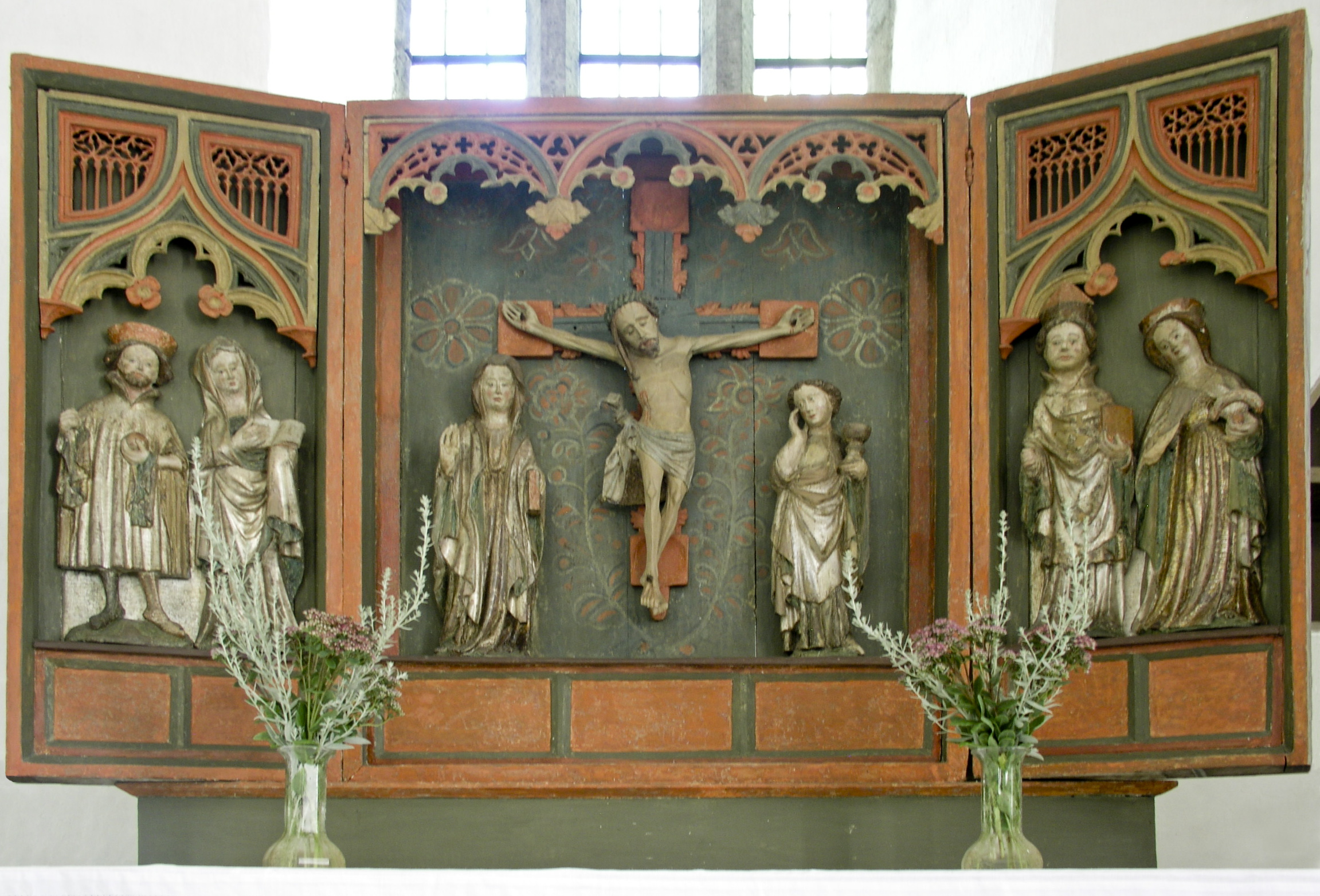
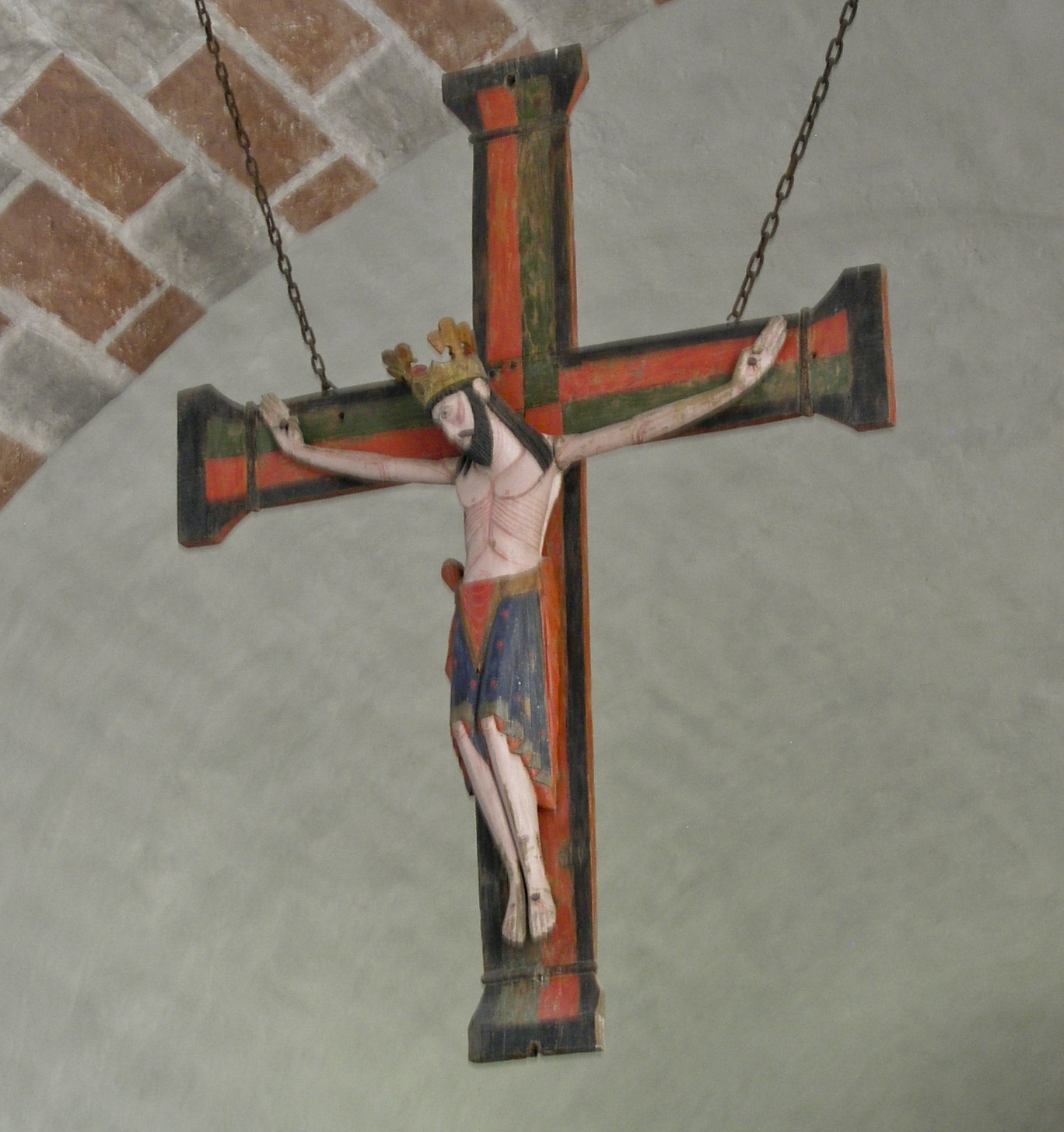
Triumfkrucifixet
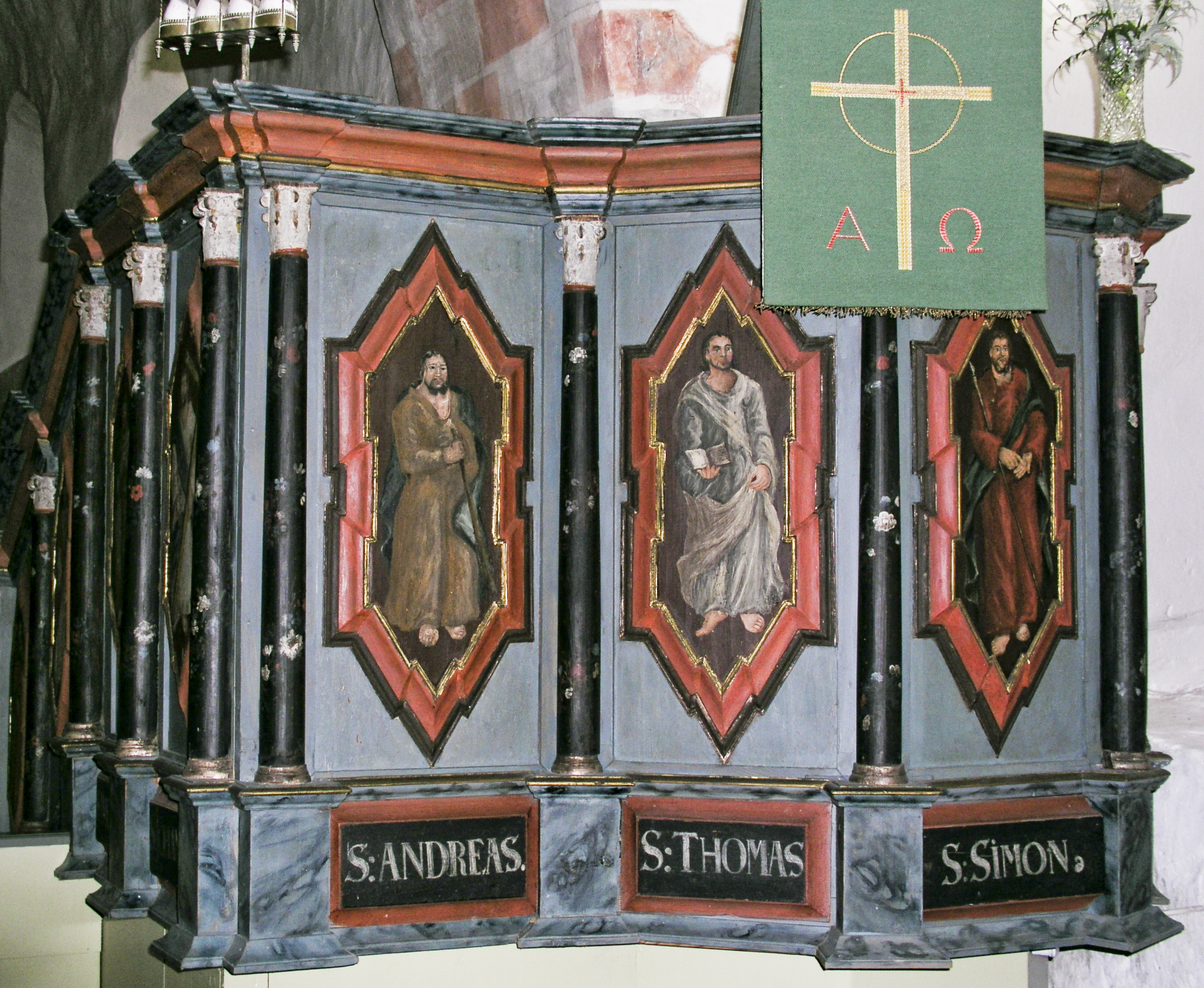
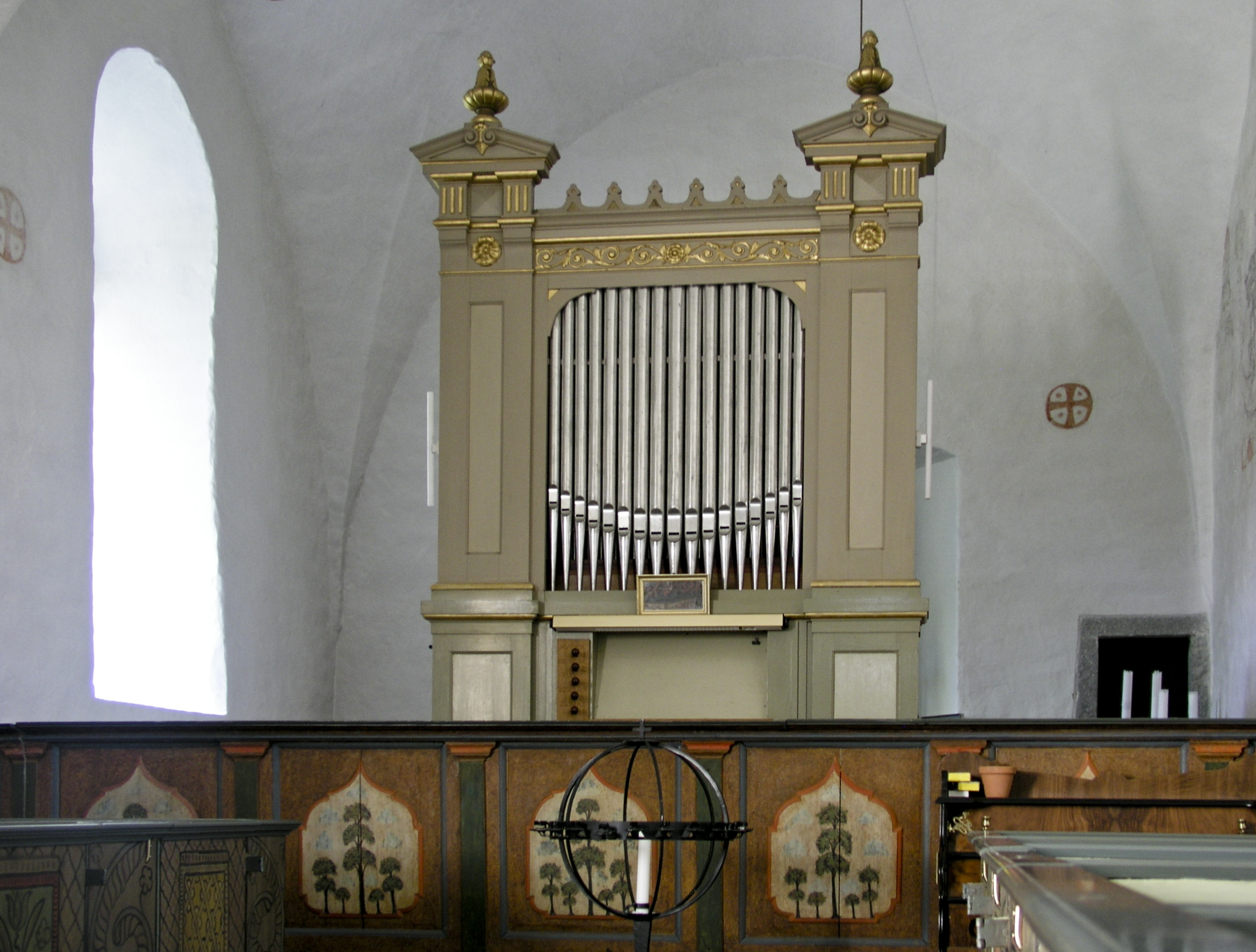
Orgeln